# Le Mannequin défiguré
Pour plus de détails, voir Fiche technique et Distribution.
Le Mannequin défiguré (Crescendo) est un film britannique réalisé par Alan Gibson, sorti en 1970.

## Synopsis
Une étudiante en musique américaine pour écrire sa thèse sur un musicien de renom décédé se rend dans sa demeure du sud de la France. Mais bientôt de curieux bruits viennent de la maison. Pour les voisins, cela ne fait aucun doute, c'est le fantôme du musicien qui revient hanté les lieux.

## Fiche technique
- Titre français : Le Mannequin défiguré
- Titre original : Crescendo
- Réalisateion : Alan Gibson
- Scénario : Jimmy Sangster & Alfred Shaughnessy
- Musique : Malcolm Williamson
- Photographie : Paul Beeson
- Montage : Chris Barnes
- Production : Michael Carreras
- Société de production : Hammer Films
- Société de distribution : Warner Bros.
- Pays :  Royaume-Uni
- Langue : Anglais
- Format : Couleur - Mono - 35 mm - 1.85:1
- Genre : Thriller, Horreur
- Durée : 90 min

## Distribution
- Stefanie Powers (VF : Tania Torrens) : Susan Roberts
- James Olson (VF : Pierre Hatet) : Georges Ryman / Jacques Ryman
- Margaretta Scott : Danielle Ryman
- Jane Lapotaire : Lillianne
- Joss Ackland (VF : Raoul Delfosse) : Gerard
- Kirsten Lindholm : Catherine